# Урукульское сельское поселение
Урукульское се́льское поселе́ние — муниципальное образование в Кунашакском районе Челябинской области Российской Федерации. В рамках административно-территориального устройства муниципальное образование  соответствует административно-территориальной единице Урукульский сельсовет.
Административный центр — посёлок Дружный.

## История
Статус и границы сельского поселения установлены Законом Челябинской области от 12 ноября 2004 года № 288-ЗО «О статусе и границах Кунашакского муниципального района и сельских поселений в его составе»

## Население
| 2002  | 2010  | 2011  | 2012  | 2013  | 2014  | 2015  |
| ----- | ----- | ----- | ----- | ----- | ----- | ----- |
| 3095  | ↘2969 | ↘2966 | ↘2944 | ↘2912 | ↘2874 | ↘2804 |
| 2016  | 2017  | 2018  | 2019  | 2020  | 2021  |       |
| ↘2783 | ↘2708 | ↘2661 | ↘2636 | ↗2637 | ↗2947 |       |

## Состав сельского поселения
| №  | Населённый пункт  | Тип населённого пункта          | Население |
| -- | ----------------- | ------------------------------- | --------- |
| 1  | Большая Иркабаево | деревня                         | ↘262      |
| 2  | Большая Тюлякова  | деревня                         | ↘371      |
| 3  | Дружный           | посёлок, административный центр | ↗969      |
| 4  | Карагайкуль       | деревня                         | ↘422      |
| 5  | Кулужбаева        | деревня                         | ↘63       |
| 6  | Прибрежный        | посёлок                         | ↘111      |
| 7  | Сарыкаево         | деревня                         | ↘0        |
| 8  | Султанаева        | деревня                         | ↘194      |
| 9  | Урукуль           | село                            | ↗212      |
| 10 | Юлдашева          | деревня                         | ↘166      |
| 11 | Ямантаева         | деревня                         | ↗199      |

### Упразднённые населённые пункты
- Уелги  — упразднённый в 1995 году посёлок[16].
- Чистая Поляна — упразднённая в 1995 году деревня.